# تشکیلات ۰۵۵
تشکیلات ۰۵۵ یا گروهِ ۵۵ام عرب، سازمانی نخبه و چریکی بود که توسطِ سازمانِ القاعده حمایتِ مالی و آموزش داده می‌شد. این گروه بینِ سال‌های ۱۹۹۵ تا ۲۰۰۱ به ارتشِ طالبان پیوست.